# رستم أباد (فاروج)
رستم أباد (بالفارسية: رستم‌آباد) هي مستوطنة تقع في قسم فاروج الريفي في إيران. يقدر عدد سكانها بـ 481 نسمة بحسب إحصاء 2016.